# 枚方市
枚方市（日语：／ Hirakata shi */?）是位於日本大阪府東北部的都市，與京都府、奈良縣接鄰，大致位於大阪市和京都市的中間，以七夕傳說和用菊花做的偶人展聞名。為大阪府轄內第5大城市，人口約40萬，次於大阪市、堺市、東大阪市與豐中市。東部為生駒山地的山區，最東側為高度約100公尺的山丘，往西高度逐漸降低為丘陵地，最西側為近畿平原一的部分，並以淀川為西界。
丘陵地區的地層為從約200萬年前開始歷經冰河時期和間冰期堆積的地層，在此曾發掘出東洋象和梅花鹿等的化石。在生駒山地和近畿平原的交界處還有活斷層生駒斷層帶，其中又包含田口斷層、交野斷層、枚方斷層以南北向穿過轄區。市區內有多條河川自東側的生駒山地發源，向西穿越市區後匯入東側的淀川。
氣候屬於瀨戶內海式氣候，溫暖雨量少；夏天則由於熱島現象的影響，來自大阪灣的海風在經過大阪市市區附近時被加熱，使得氣溫比大阪市內略高。
以本地為主場的職業球隊有：V聯賽的松下黑豹。

## 人口
| 枚方市人口分布圖 |                                               |  |
| 枚方市與日本全國年齡別人口分布比較圖 （2005年資料） | 枚方市的年齡、男女別人口分布圖 （2005年資料） |  |
| ■紫色是枚方市 ■綠色是全国 | ■藍色是男性 ■紅色是女性                       |  |
| 枚方市人口變化 \| 1970年 \| 217,369人 \| \| \| 1975年 \| 297,618人 \| \| \| 1980年 \| 353,358人 \| \| \| 1985年 \| 382,257人 \| \| \| 1990年 \| 390,788人 \| \| \| 1995年 \| 400,144人 \| \| \| 2000年 \| 402,563人 \| \| \| 2005年 \| 404,044人 \| \| \| 2010年 \| 407,978人 \| \| \| 2015年 \| 404,152人 \| \| \| 2020年 \| 397,289人 \| \| |                                               |  |
| 資料來源：日本總務省統計中心提供之人口普查數據 |                                               |  |
| 1970年 | 217,369人                                     |  |
| 1975年 | 297,618人                                     |  |
| 1980年 | 353,358人                                     |  |
| 1985年 | 382,257人                                     |  |
| 1990年 | 390,788人                                     |  |
| 1995年 | 400,144人                                     |  |
| 2000年 | 402,563人                                     |  |
| 2005年 | 404,044人                                     |  |
| 2010年 | 407,978人                                     |  |
| 2015年 | 404,152人                                     |  |
| 2020年 | 397,289人                                     |  |

## 歷史
「枚方」的地名最早在8世紀完成的古事記、日本書紀和播磨國風土記中就有提到，在令制國時代此地屬於河內國交野郡和茨田郡。此地過去是被稱為「交野原」的台地和丘陵地區域，有許多鳥獸棲息，距離京都又近，因此也一度成為貴族們的狩獵場地。桓武天皇也曾在此設置交野離宮，並畫設天皇專用的狩獵區，此區域的地名後來也因此成為「禁野」（現在的枚方市禁野本町）。
在江戶時代此地設有枚方宿，為大坂街道的宿場，現在的枚方市轄區在江戶時代時為旗本、小田原藩和高槻藩的領地。
19世紀明治維新後，這些區域曾先後隸屬大坂裁判所（後來的大阪府）、河內縣、堺縣，直到1881年才隨著堺縣被併入大阪府。1889年實施町村制，現在的枚方市轄區在當時分屬枚方町、蹉跎村、津田村、川越村、冰室村、菅原村、山田村、牧野村、招提村、樟葉村，共10個行政區劃。到1930年代，這些行政區劃被整併為位於西部的枚方町，和東部的津田町兩個；枚方町在1947年先升格為枚方市，津田町再於1955年併入枚方市，形成現在的枚方市轄區範圍。
20世紀初，枚方市曾經成為軍需產業的要地，陸軍造兵廠大阪工廠曾在此設置枚方製造所生產砲彈、火藥，並在一旁設置禁野火藥庫，東京第二陸軍造兵廠東京第二陸軍造兵廠也在此設有香里製造所生產火藥。
戰後轄內開設了枚方中小企業工業園區（現在的枚方企業工業園區）、枚方成衣工業園區（現在地枚方西服工業園區）、枚方家具工業園區，引入了大量中小企業進駐。
2000年日本開始實施特例市制度，枚方市在2001年即成為特例市，2014年進一步成為中核市。

### 變遷表
| 1896年4月1日 | 1896年 - 1912年 | 1912年 - 1944年            | 1912年 - 1944年             | 1945年 - 1954年             | 1955年 - 1988年           | 1988年 - 現在 | 現在   |
| ------------ | --------------- | -------------------------- | --------------------------- | --------------------------- | ------------------------- | ------------- | ------ |
| 枚方町       | 枚方町          | 枚方町                     | 1938年11月3日 合併為枚方町  | 1947年8月1日 改制為枚方市   | 1947年8月1日 改制為枚方市 | 枚方市        | 枚方市 |
| 蹉跎村       |                 |                            | 1938年11月3日 合併為枚方町  | 1947年8月1日 改制為枚方市   | 1947年8月1日 改制為枚方市 | 枚方市        | 枚方市 |
| 牧野村       | 牧野村          | 1935年2月11日 合併為殿山町 | 1938年11月3日 合併為枚方町  | 1947年8月1日 改制為枚方市   | 1947年8月1日 改制為枚方市 | 枚方市        | 枚方市 |
| 招提村       |                 | 1935年2月11日 合併為殿山町 | 1938年11月3日 合併為枚方町  | 1947年8月1日 改制為枚方市   | 1947年8月1日 改制為枚方市 | 枚方市        | 枚方市 |
| 川越村       |                 |                            | 1938年11月3日 合併為枚方町  | 1947年8月1日 改制為枚方市   | 1947年8月1日 改制為枚方市 | 枚方市        | 枚方市 |
| 樟葉村       |                 |                            | 1938年11月3日 合併為枚方町  | 1947年8月1日 改制為枚方市   | 1947年8月1日 改制為枚方市 | 枚方市        | 枚方市 |
| 山田村       |                 |                            | 1938年11月3日 合併為枚方町  | 1947年8月1日 改制為枚方市   | 1947年8月1日 改制為枚方市 | 枚方市        | 枚方市 |
| 津田村       | 津田村          | 津田村                     | 1940年11月15日 合併為津田町 | 1940年11月15日 合併為津田町 | 1955年10月15日 併入枚方市 | 枚方市        | 枚方市 |
| 冰室村       |                 |                            | 1940年11月15日 合併為津田町 | 1940年11月15日 合併為津田町 | 1955年10月15日 併入枚方市 | 枚方市        | 枚方市 |
| 菅原村       |                 |                            | 1940年11月15日 合併為津田町 | 1940年11月15日 合併為津田町 | 1955年10月15日 併入枚方市 | 枚方市        | 枚方市 |

## 行政

### 歷任首長
枚方市長
| 屆     | 姓名       | 上任日期      | 卸任日期      | 備註                           |
| ------ | ---------- | ------------- | ------------- | ------------------------------ |
| 1～2   | 寺嶋宗一郎 | 1947年8月1日  | 1955年4月30日 | 原枚方町長、改制後直接擔任市長 |
| 3      | 畠山晴文   | 1955年5月1日  | 1959年4月30日 |                                |
| 4～5   | 寺嶋宗一郎 | 1959年5月1日  | 1967年4月30日 |                                |
| 6～8   | 山村富造   | 1967年5月1日  | 1975年8月2日  |                                |
| 9～12  | 北牧一雄   | 1975年8月31日 | 1991年8月30日 |                                |
| 13     | 大鹽和男   | 1991年8月31日 | 1995年4月30日 |                                |
| 14～17 | 中司宏     | 1995年5月1日  | 2007年9月9日  |                                |
| 18～19 | 竹內脩     | 2007年9月23日 | 2015年9月22日 |                                |
| 20~22  | 伏見隆     | 2015年9月23日 | 現任          |                                |

## 交通
京阪電氣鐵道京阪本線自轄區西側以南北向穿過轄內主要市區，京阪本線往南可進入大阪市市區，往北可達京都市市區，其中在枚方市車站另有交野線在此分出，往東南方向進入交野市市區；而西日本旅客鐵道片町線則穿過東部轄區，往東可接往奈良市。
往西跨越淀川僅有枚方大橋一條道路，過去在1930年代枚方大橋完成以前，曾有多處設有渡船作為往返淀川兩岸的交通工具。

### 鐵路
京阪電氣鐵道
- 京阪本線：（←寢屋川市） - 光善寺站 - 枚方公園站 - 枚方市站 - 御殿山站 - 牧野站 - 樟葉站 - （八幡市→）
- 交野線：枚方市站 - 宮之阪站 - 星丘站 - 村野站 - （交野市）

西日本旅客鐵道（JR西日本）
- 片町線（學研都市線）：（←京田邊市） - 長尾站 - 藤阪站 - 津田站 - （交野市→）

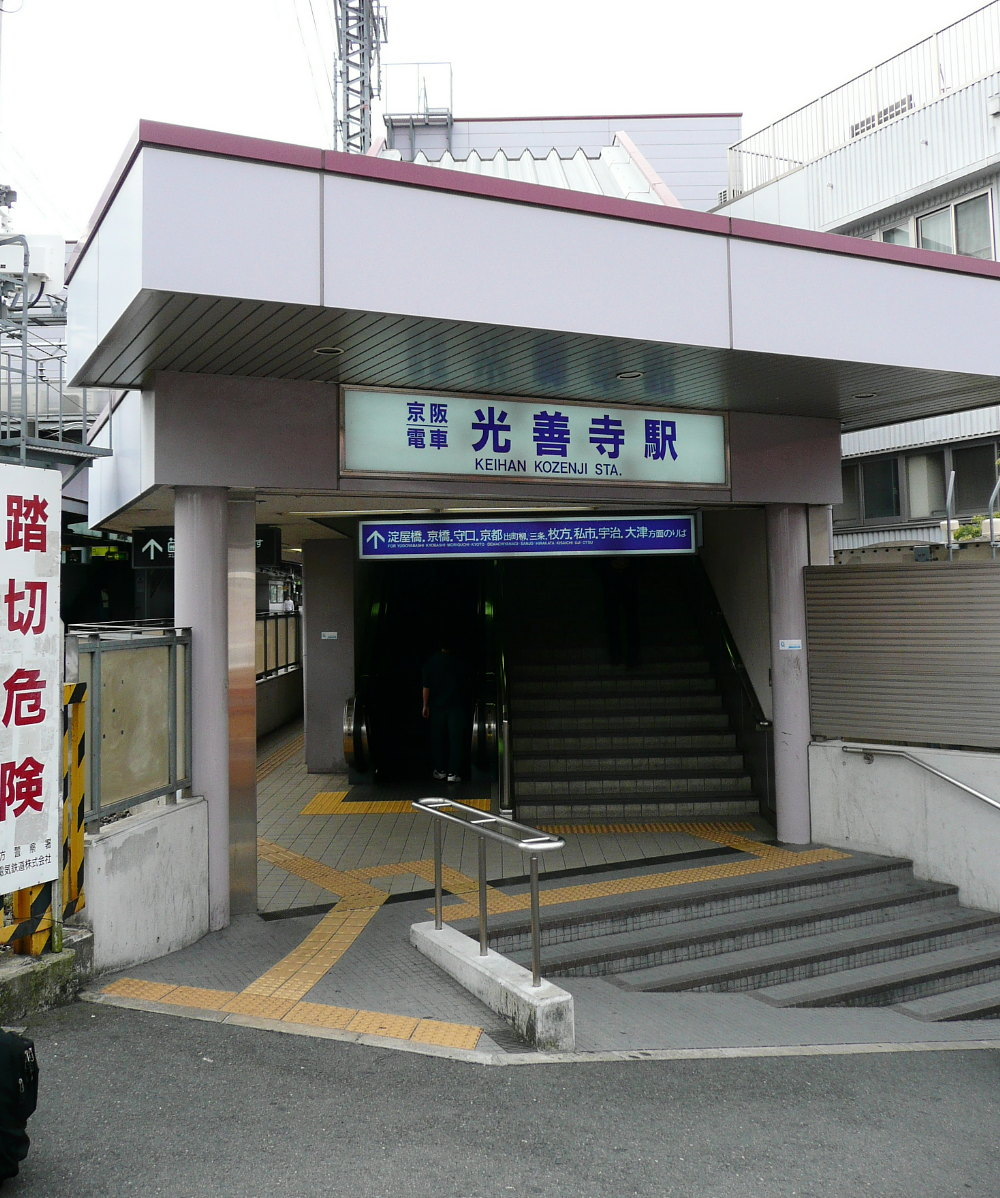
光善寺車站
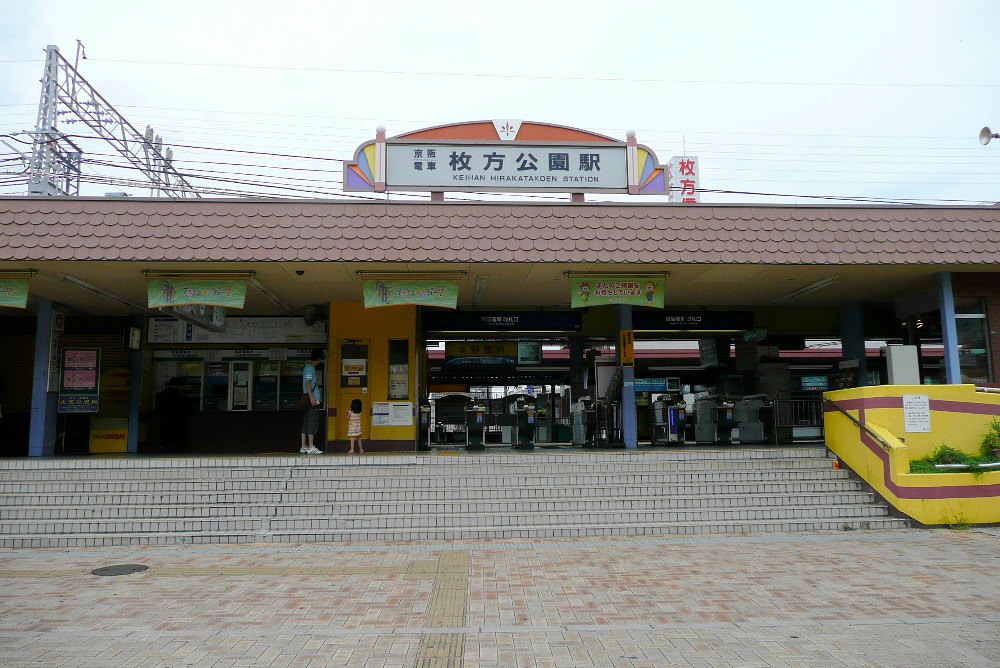
枚方公園車站
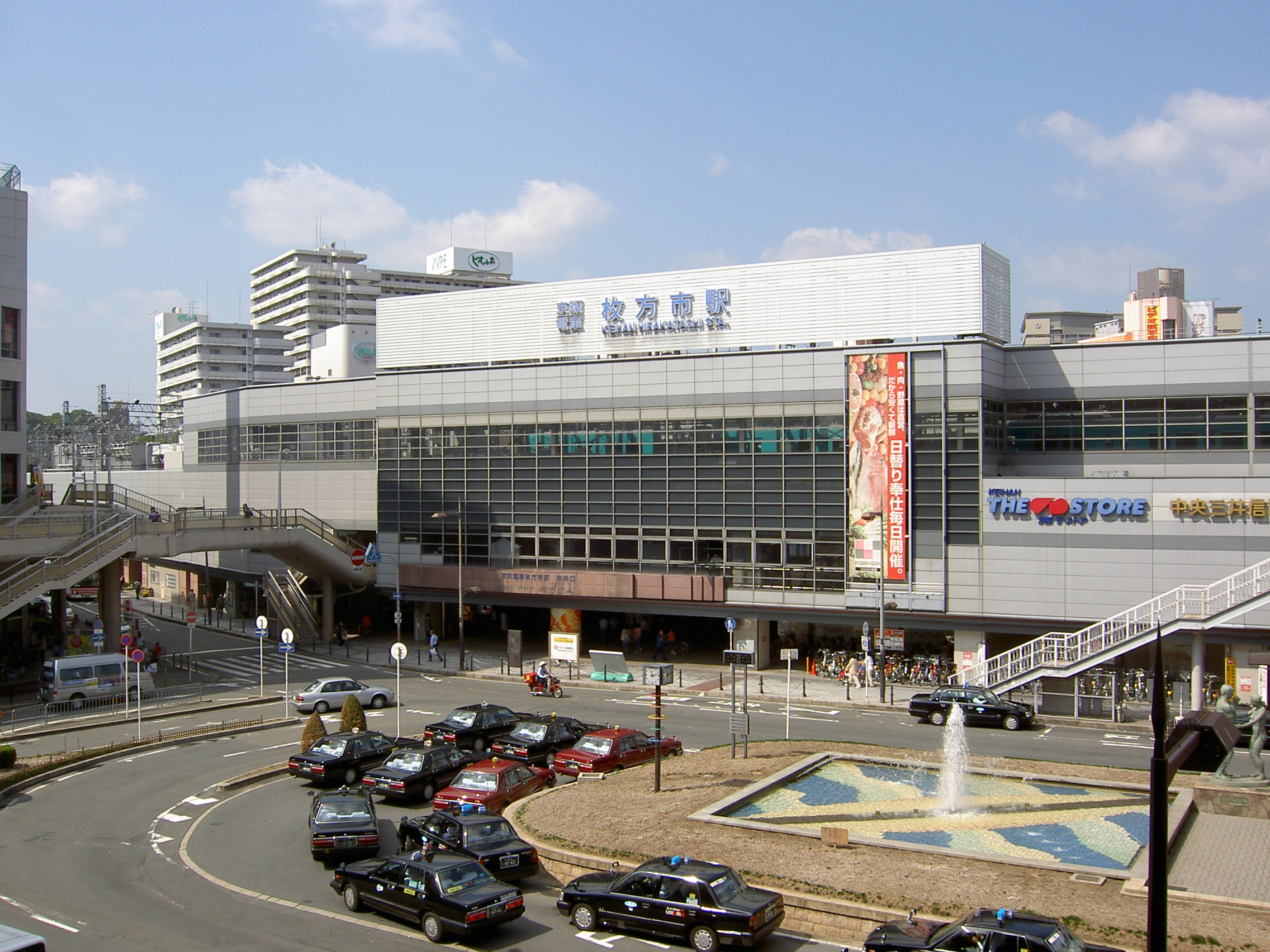
枚方市車站
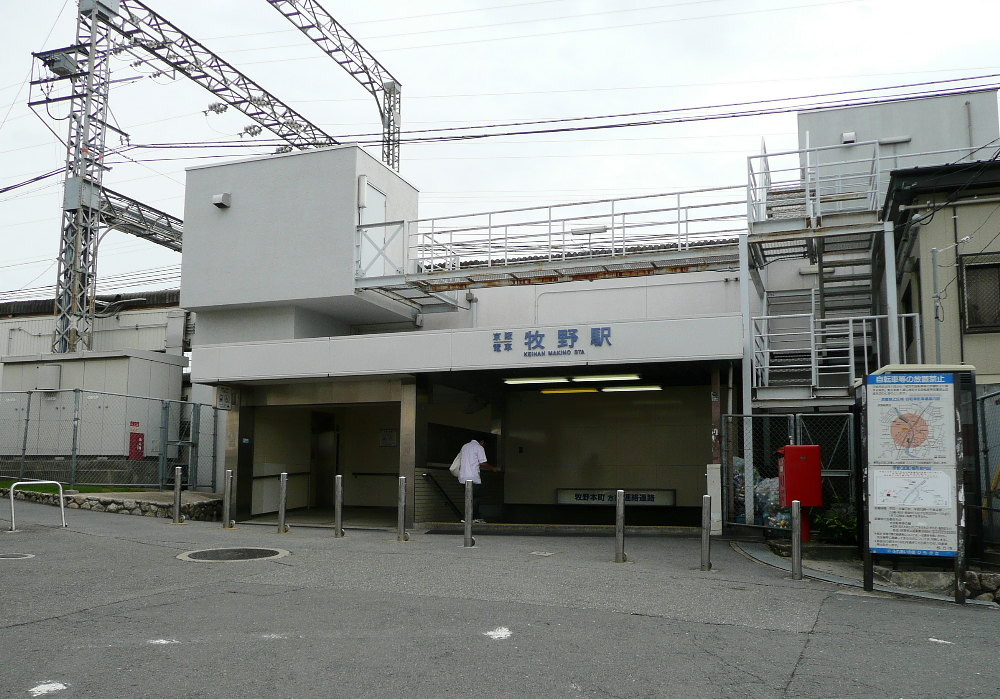
牧野車站
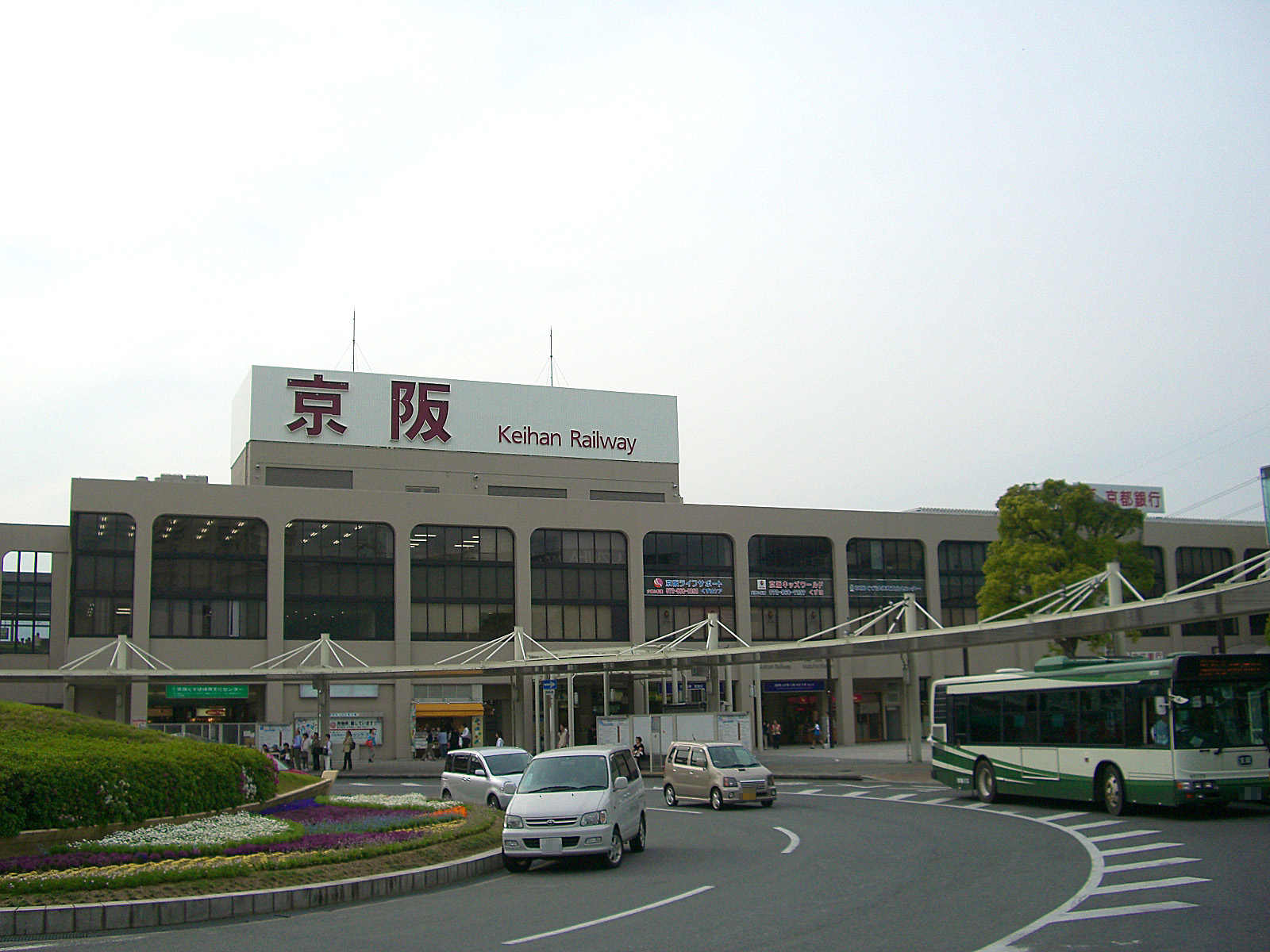
樟葉車站
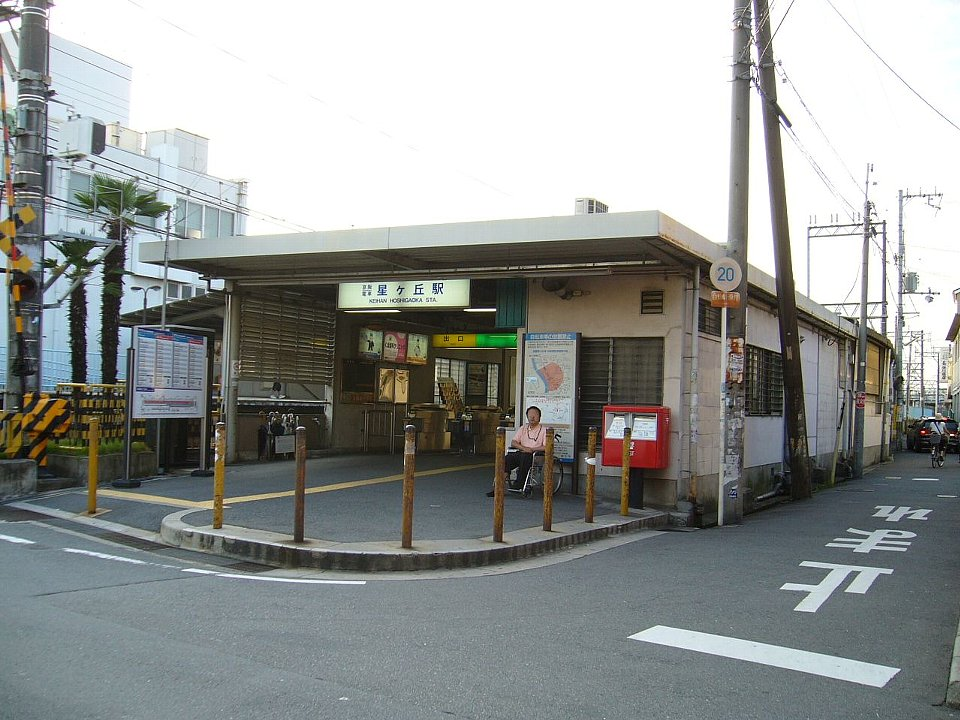
星丘車站
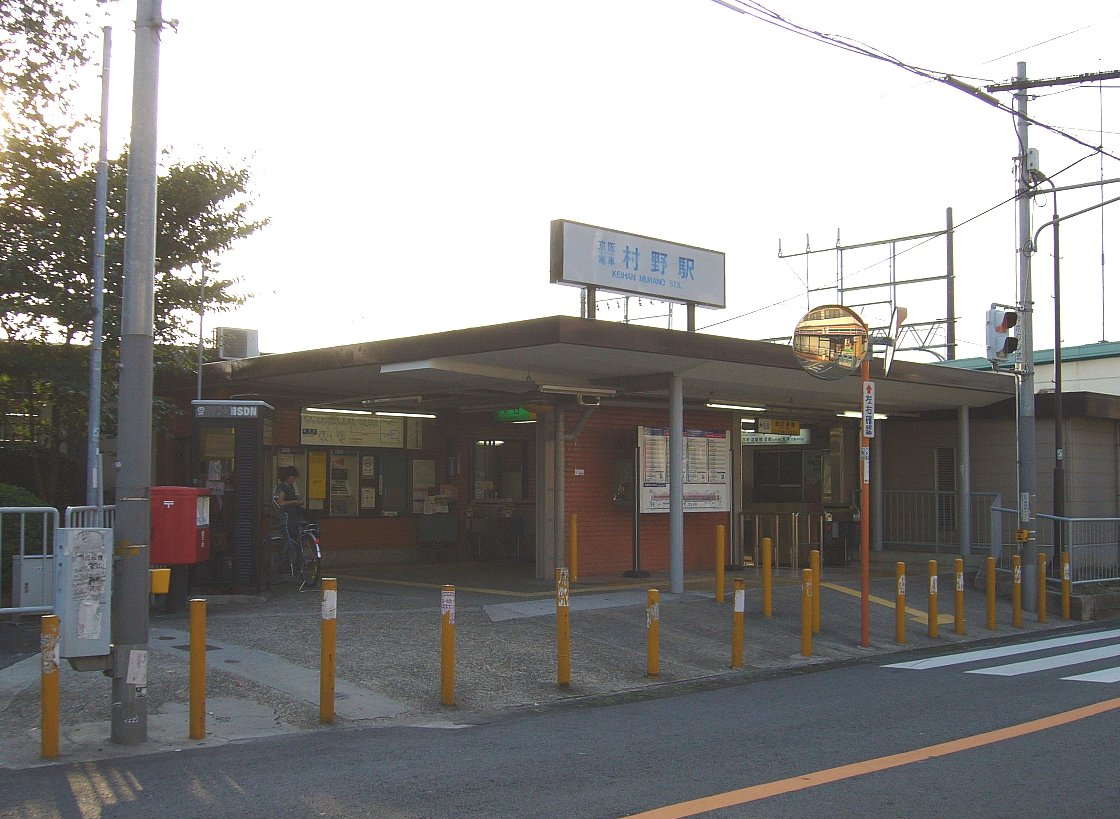
村野車站
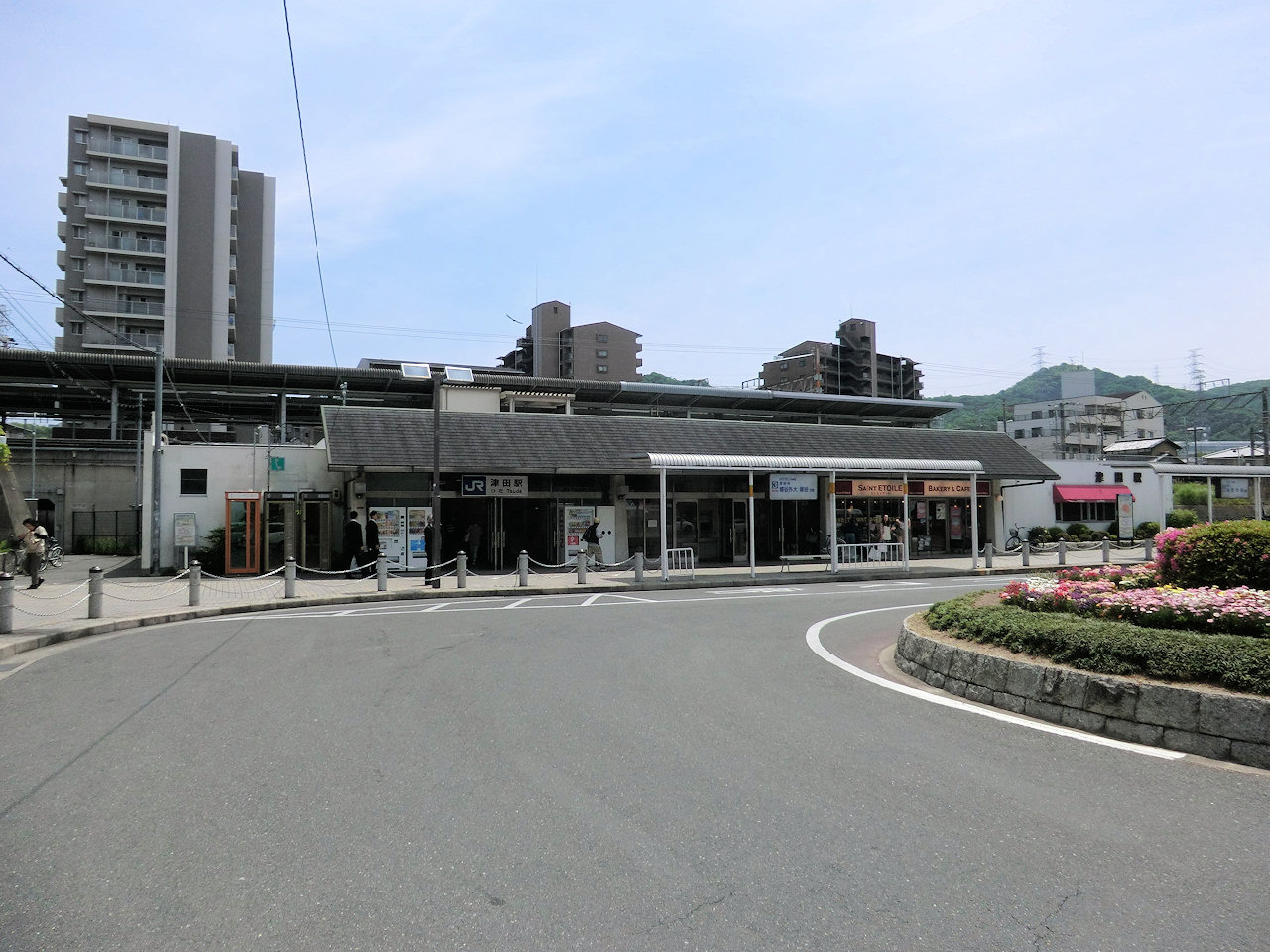
津田車站

### 公路
快速道路
- 第二京阪道路（日语：第二京阪道路）：（京田邊市） - 枚方東交流道 - 枚方學研交流道 - （交野市） - 交野南交流道 - （交野市）

## 觀光資源
位於西南部隸屬京阪電氣鐵道集團的枚方公園為於1912年設立的遊樂園，至今已有超過百年歷史，過去也曾每年固定舉辦以菊花製作人偶為主的枚方大菊人形展，但在2005年由於此工藝技術人員逐漸老化，欠缺後繼傳承者，且展覽帶來的經濟效益有限，故枚方大菊人形展已停止固定舉辦，改為不定期舉辦。
在南側與交野市交界處過去在平安時代被稱為「交野原」的區域，過去來自中國的渡來人從中國帶來了七夕的故事，並在此區域規劃了對應七夕故事的地名，貫穿交野市和枚方市的天野川由於日文發音與「天之川」相同，而「天之川」在日文中即為銀河，位於天野川北側的機物神社（交野市境內）祭祀的是織女，南側的牽牛石則視為牛郎（枚方市境內），而在天野川上則有「逢合橋」（交野市境內）和「鵲橋」（枚方市境內）兩座橋梁。也因此七夕的故事被枚方市和交野市作為共同推展觀光的主題，每年固定此此為主題在七夕期間舉辦活動。

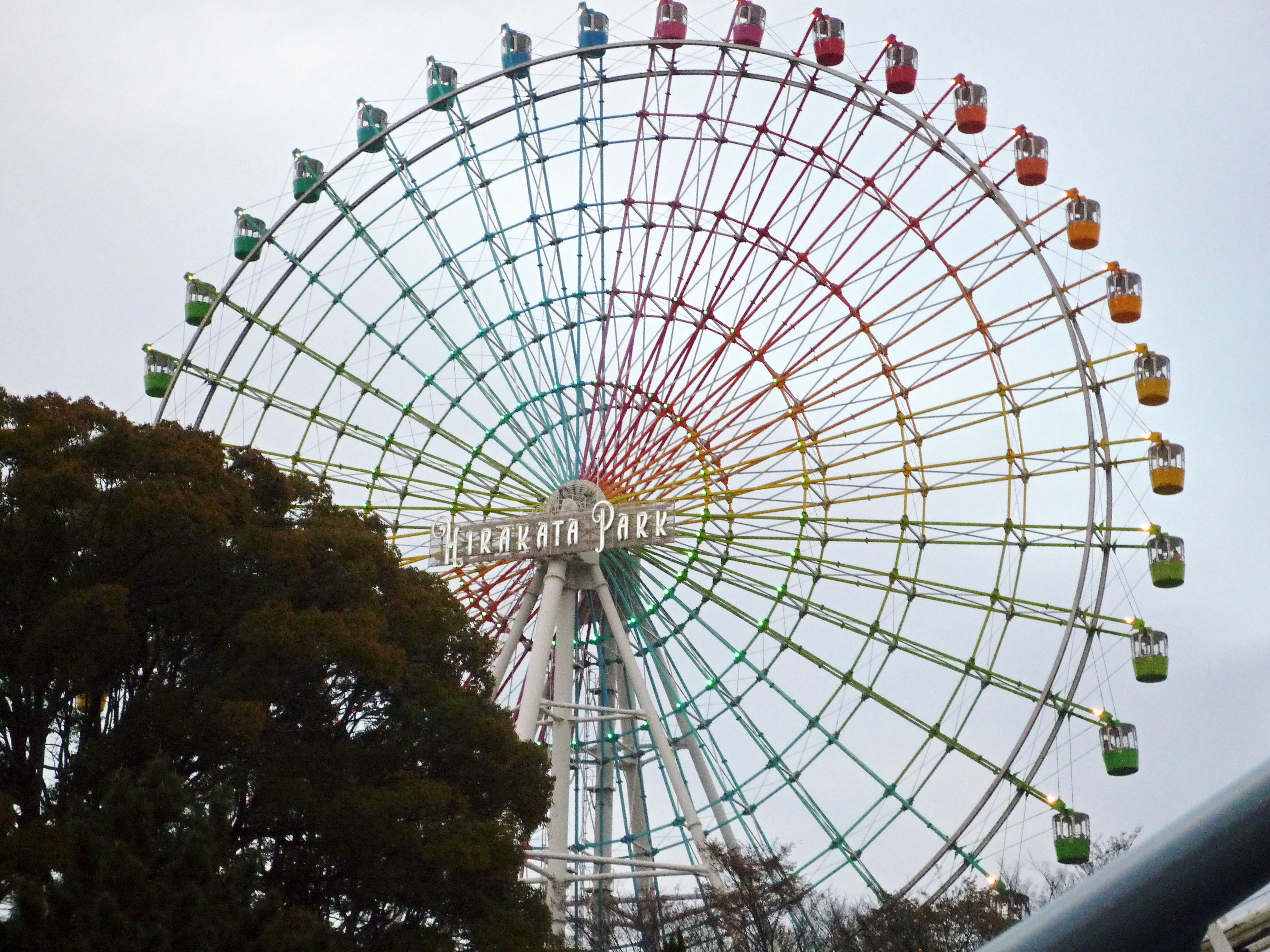
枚方公園內的摩天輪
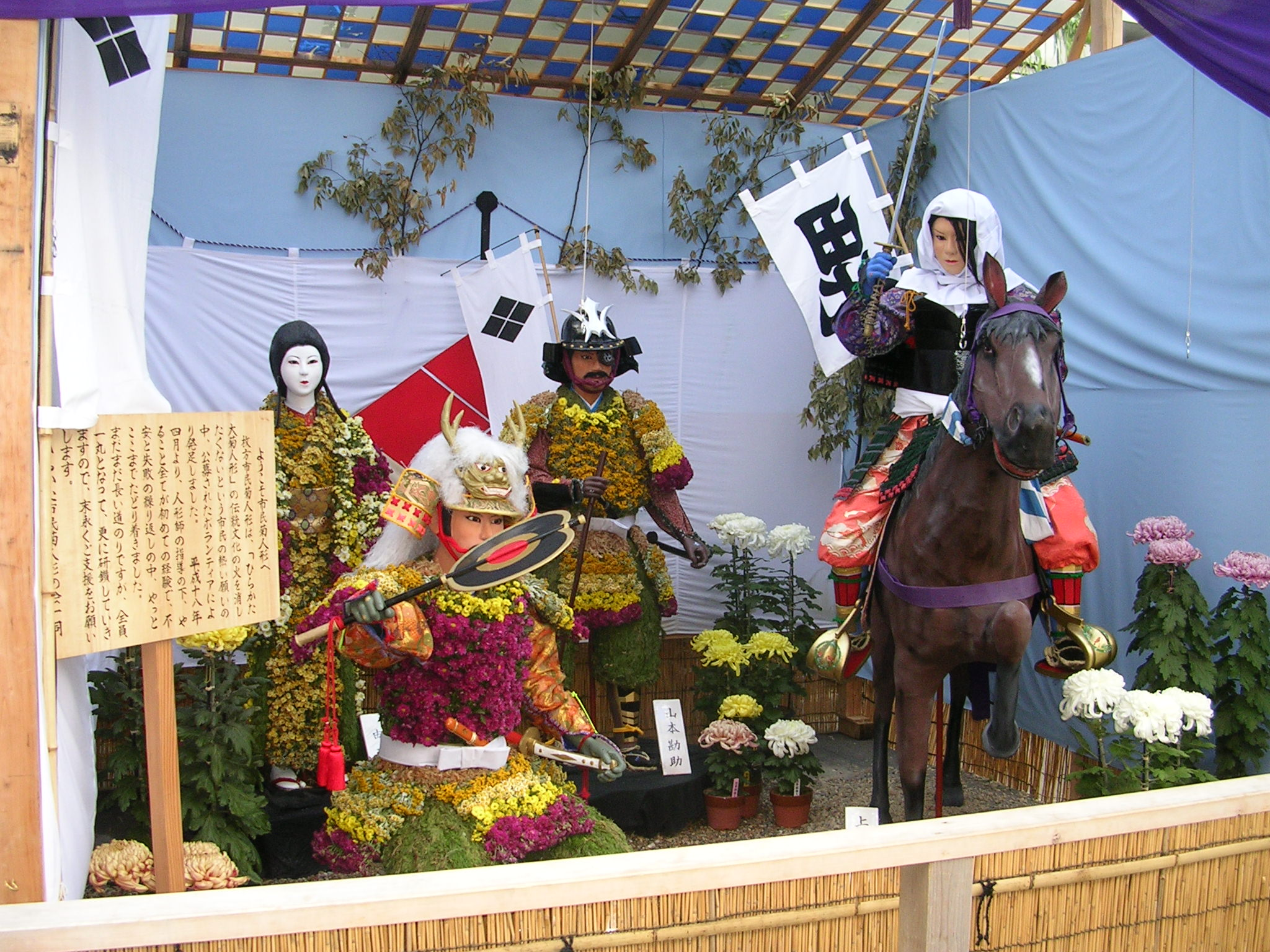
枚方大菊人形展的展出內容
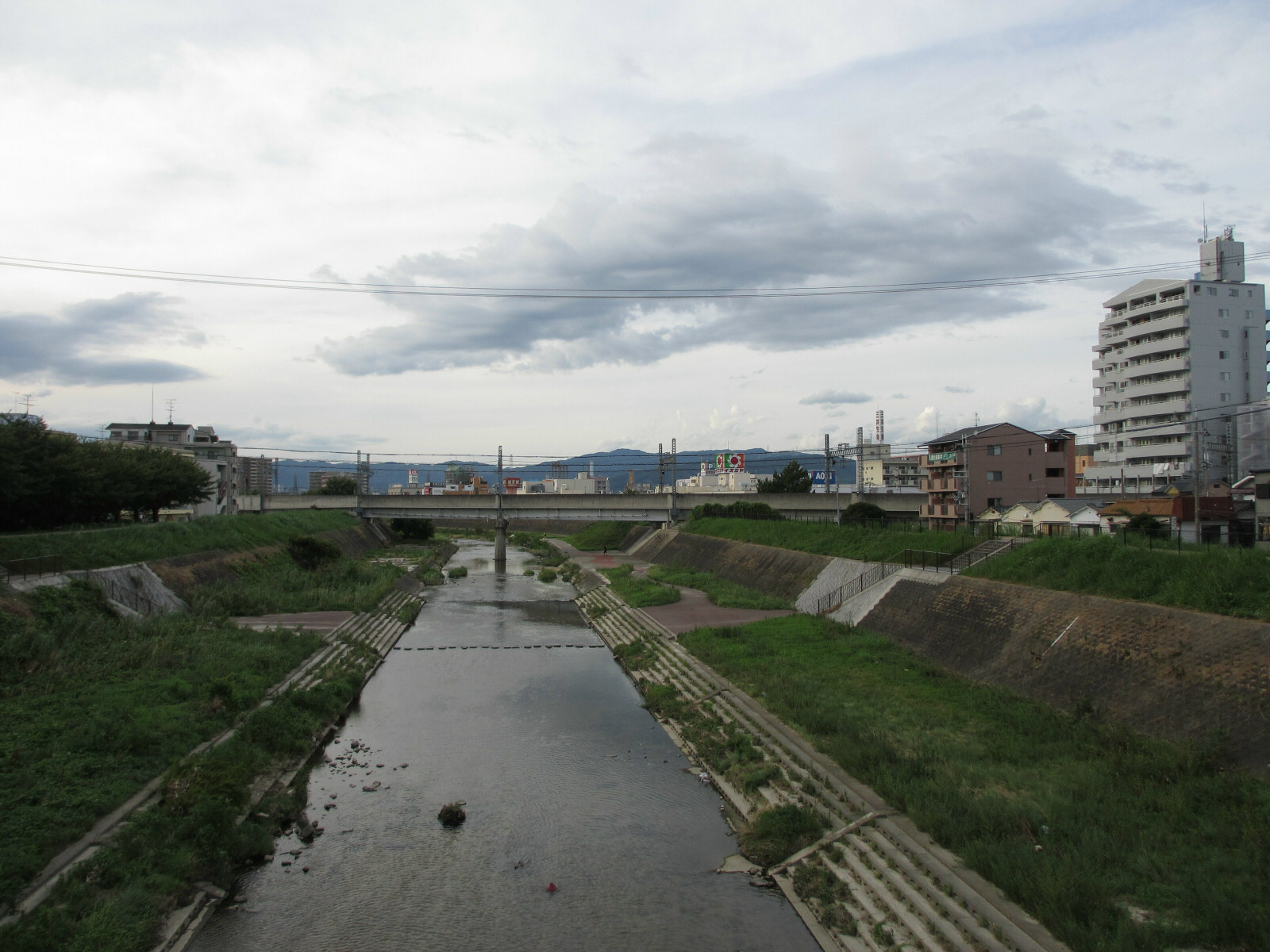
天野川

## 教育

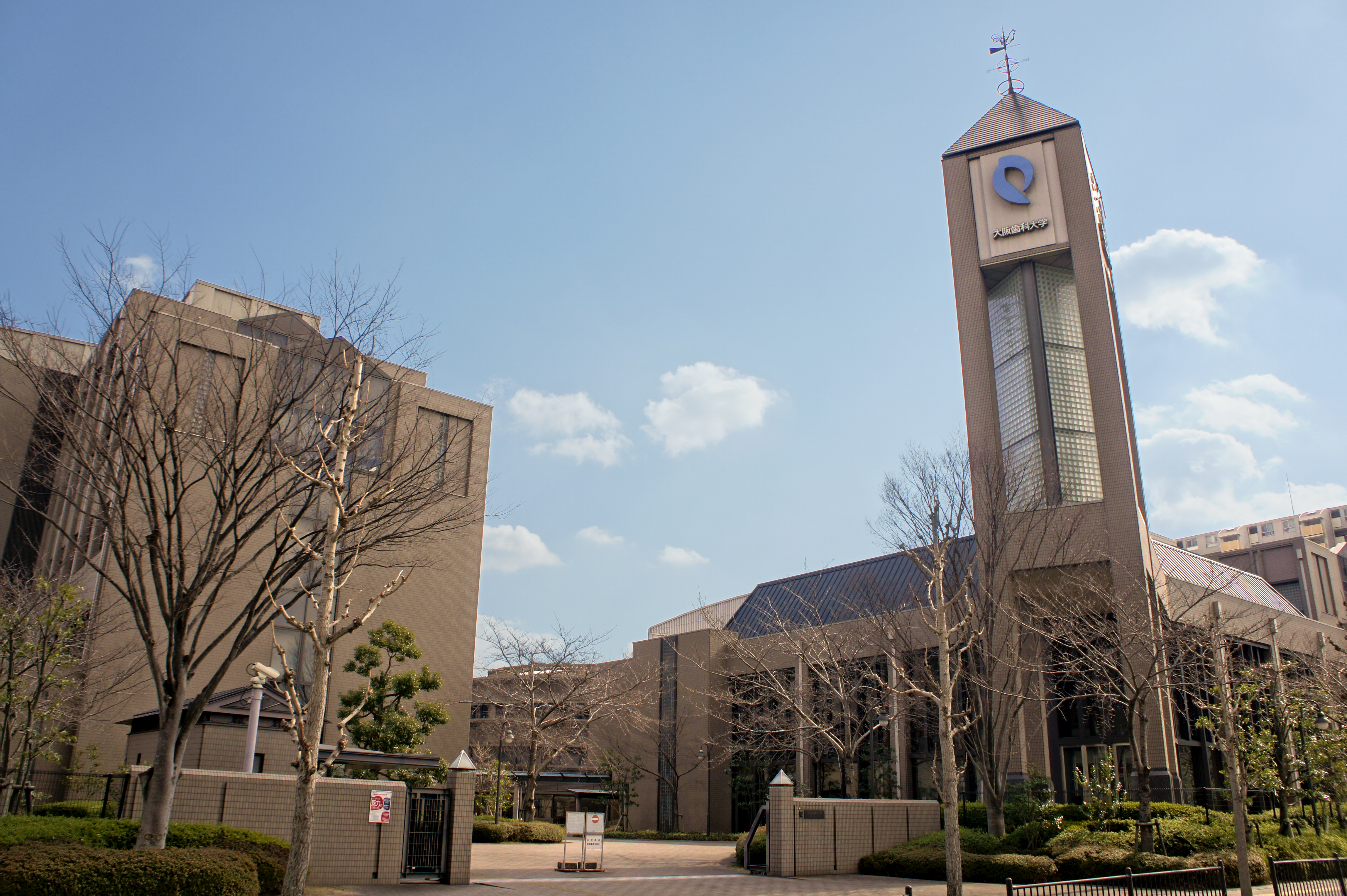
大阪牙科大學

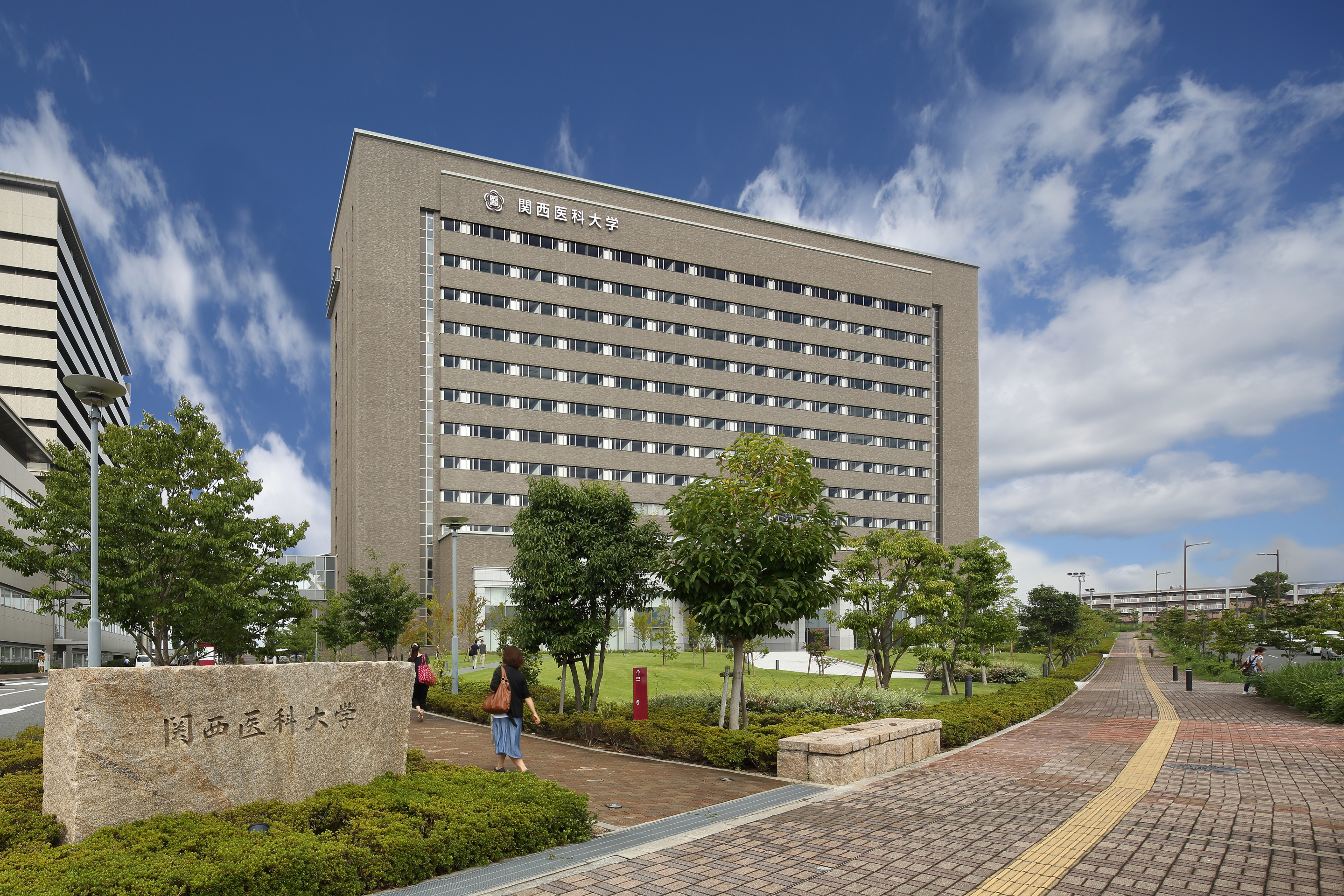
關西醫科大學

枚方市轄內的高等教育學校包括：大阪牙科大學、關西醫科大學、关西外国语大学、关西外国语大学短期大学部、攝南大學枚方校區、大阪工業大學枚方校區、大阪國際大學枚方校區。
高中方面，擁有兩所橄欖球運動的著名學校，常翔啓光學園中學校和東海大學附屬大阪仰星高等學校，這兩所學校在全國高等學校橄欖球大會共獲得超過10次之優勝。
此外轄內還有一間大阪市立高等學校，如同名稱，該校是由大阪市所設立並營運的公立高中，也是大阪的市立高中之中，唯一不位於大阪市的。

## 姊妹、友好城市

### 日本
- 四萬十市（高知縣）
1974年4月枚方市與中村市締結為友好都市，中村市於2005年合併為為四萬十市後，兩地於2008年再次締結為友好都市。
- 別海町（北海道）
兩地於1987年2月締結為友好都市。
- 高松市（香川縣）
兩地於1987年2月締結為友好都市。
- 名護市（沖繩縣）
兩地於1997年7月締結為友好都市。
- 伊達市（北海道）
1999年7月與大瀧村共同發表市民交流都市宣言，大瀧村於2006年被併入伊達市。
- 天川村（奈良縣）
兩地於1999年7月共同發表市民交流都市宣言。
- 波佐見町（長崎縣）
兩地於1999年7月共同發表市民交流都市宣言。

### 海外
- 長寧區（中國上海市）
兩地於1987年12月締結為友好都市。
- 洛根市（澳大利亞昆士蘭州）
兩地於1995年3月締結為友好都市。
- 靈岩郡（韓國全羅南道）
兩地於2008年3月締結為友好都市。

## 本地出身之名人
- 森繁久彌（日语：森繁久彌）：演員、作曲家、作詞家、歌手
- 岡田准一：藝人
- 宓多里：小提琴演奏家
- 片渕須直：動畫導演
- 橋本哲：藝人
- 小笠原茉由：藝人
- 谷內伸也：歌手
- 清水藍里：模特兒、演員
- 尾形春水：歌手
- 新井場徹（日语：新井場徹）：前足球選手
- 中村光：西洋棋棋士
- 本並健治：前足球選手
- 福村貴幸（日语：福村貴幸）：足球選手
- 武田洋平：足球選手
- 稻森克尚（日语：稲森克尚）：足球選手
- 河合秀人（日语：河合秀人）：足球選手
- 大塚達宣：排球選手

## 外部連結
- （日語） 枚方文化觀光協會 （页面存档备份，存于）
- （日語） 枚方市的Facebook專頁
- （日語） 枚方市的X（前Twitter）
- （日語）YouTube上的枚方市頻道